# Осборн, Чарльз
Чарльз Осборн (англ. Charles Osborne; род. 14 декабря 1894, Энтон, Айова, США — 1 мая 1991, Су-Сити, Айова, США) известен всему миру как человек, у которого приступ икоты длился 68 лет.
Занесен в Книгу рекордов Гиннесса как человек с самой продолжительной икотой.
Чарльз начал икать в 1922 году, приступ икоты начался в тот момент, когда он резал свинью. Приступ икоты продолжался в течение последующих 68 лет до 1990 года. Лечению икота не поддалась, но это не помешало Осборну вести привычный всем людям образ жизни, он женился и обзавёлся детьми. Средняя частота иканий в начале приступа составляла 40 раз в минуту, которая затем сократилась до 20-25 раз.
Икота прекратилась, когда Осборну было 96 лет. Умер Осборн годом позже от язвы желудка в медицинском центре города Су-Сити, Айова.